# シェリー・スェニー
シェリー・スェニーは日本で活躍する女優。ブロンドヘアのアングロサクソン系の容姿を持っている。出身地、年齢不詳。いわゆる再現役者。『奇跡体験!アンビリバボー』など日本のバラエティ番組における、再現映像に出演することが多い。その他、テレビショッピングのモデルなど多数出演した。映画では水野晴郎のデビュー作『シベリア超特急』のグレタ・ペーターセン役などがある。

## 映画出演作品
- シベリア超特急[1]
- A MIKE MIZNO FILM SIBERIAN EXPRESS<シベリア超特急 ディレクターズカット・アメリカ版>][1]
- 大仏廻国 The Great Buddha Arrival][1]

## テレビドラマ出演作品
- ドラマW 交渉人（2003年WOWOW）